# La bella mugnaia
La bella mugnaia is een Italiaanse film van Mario Camerini die werd uitgebracht in 1955.
Het scenario is gebaseerd op de roman El sombrero de tres picos (1874) van Pedro Antonio de Alarcón.
Met La bella mugnaia draaide Camerini een remake van zijn komedie uit 1934: Il cappello a tre punte.
Deze historische komedie was een van de meest succesrijke Italiaanse films van het Italiaanse filmseizoen 1955-1956.

## Verhaal
Zeventiende eeuw, het zuiden van Italië wordt door de Spanjaarden overheerst. Don Teofilo is de gouverneur van Napels. De Italiaanse bevolking kreunt onder zijn zware belastingen. De jonge en gewiekste molenaar Luca organiseert af en toe maaltijden waarop de plaatselijke notabelen worden uitgenodigd. Die vallen allemaal voor de oogverblindende schoonheid van Carmela, Luca's echtgenote. Op die manier wordt Luca vrijgesteld van belastingen.
Don Teofilo, een man van middelbare leeftijd, heeft nu zijn oog laten vallen op de verleidelijke, welgevormde en trouwe molenaarsvrouw.
Een nieuwe belasting wordt afgekondigd op de feestdag van de patroonheilige van de stad. Al gauw breekt er een spontane volksopstand uit. Heel wat mannen worden aangehouden en opgesloten, onder hen bevindt zich ook Luca. Wat later worden ze allemaal vrijgelaten: Donna Dolores, de verwaarloosde vrouw van de gouverneur, beseft dat haar man zijn onderdanen te hard aanpakt en slaagt erin hem te overtuigen hen vrij te laten. Alleen Luca blijft opgesloten, wat niet toevallig is. Gardunia, de dienaar van don Teofilo, heeft hem namelijk in het oor gefluisterd dat hij zo de handen vrij heeft om Carmela te benaderen.
Die avond besluipen Don Teofilo en Gardunia de molen, waarbij de onhandige gouverneur, die niet kan zwemmen, in het water valt. Gardunia roept de hulp van Carmela in. Die helpt Don Teofilo redden en stopt hem ten slotte in haar bed waar hij kan bekomen van de emoties.
Ondertussen is Luca erin geslaagd te ontsnappen en keert hij terug naar huis. Door het sleutelgat van zijn slaapkamer ziet hij Don Teofilo in zijn bed liggen. Zijn verbeelding slaat op hol.
Vanaf dan wordt heel wat (komische) verwarring gezaaid als gevolg van verkleedpartijen die persoonswisselingen in de hand werken.

## Rolverdeling
| Acteur               | Personage                                      |
| -------------------- | ---------------------------------------------- |
| Sophia Loren         | Carmela                                        |
| Marcello Mastroianni | Luca                                           |
| Vittorio De Sica     | Don Teofilo, de gouverneur van Napels          |
| Paolo Stoppa         | Gardunia, dienaar en raadgever van Don Teofilo |
| Yvonne Sanson        | Donna Dolores, de vrouw van Don Teofilo        |
| Carlo Sposito        | Pasqualino                                     |
| Mario Passante       | kapitein van de paleiswacht                    |
| Virgilio Riento      | Salvatore                                      |
| Elsa Vazzoler        | Concettina                                     |
| Angela Lavagna       | Assunta                                        |
| Amalia Pellegrini    | de min                                         |